# Oberschaeffolsheim
Oberschaeffolsheim település Franciaországban, Bas-Rhin megyében. Lakosainak száma 2578 fő (2022. január 1.). Oberschaeffolsheim Achenheim, Dingsheim, Holtzheim, Ittenheim, Oberhausbergen és Wolfisheim községekkel határos.

## Népesség
A település népességének változása:
| Lakosok száma | 2244 | 2295 | 2353 | 2301 | 2290 | 2279 | 2438 | 2592 | 2578 |
|               | 2013 | 2015 | 2016 | 2017 | 2018 | 2019 | 2020 | 2021 | 2022 |